# Dasyhelea dehalperti
Dasyhelea dehalperti är en tvåvingeart som beskrevs av John William Scott Macfie 1937. Dasyhelea dehalperti ingår i släktet Dasyhelea och familjen svidknott.
Artens utbredningsområde är Etiopien. Inga underarter finns listade i Catalogue of Life.